# Всенародный конгресс (Сьерра-Леоне)
Всенародный конгресс (APC) — левоцентристская политическая партия Сьерра-Леоне, одна из двух основных политических партий страны. Всенародный конгресс был правящей партией Сьерра-Леоне с 1968 по 1992, а затем с 2007 по 2018 годы. Хотя в 2018 году к власти пришёл Джулиус Маада Био, Всенародный конгресс сохранил большинство в парламенте.

## История
Партия была основана в 1960 году группой деятелей Народной партии Сьерра-Леоне во главе с профсоюзным деятелем и экс-министром Сиакой Стивенсом, которые были несогласны с проанглийским курсом руководства.
Вскоре при партии были созданы профсоюзное объединение (Конгресс труда Сьерра-Леоне из 17 отраслевых профсоюзов, основанный в 1966 году и вошедший в Международную конфедерацию свободных профсоюзов), женская и молодёжная организации (Молодёжная лига Всенародного конгресса, основанная в 1970—1971 годах).

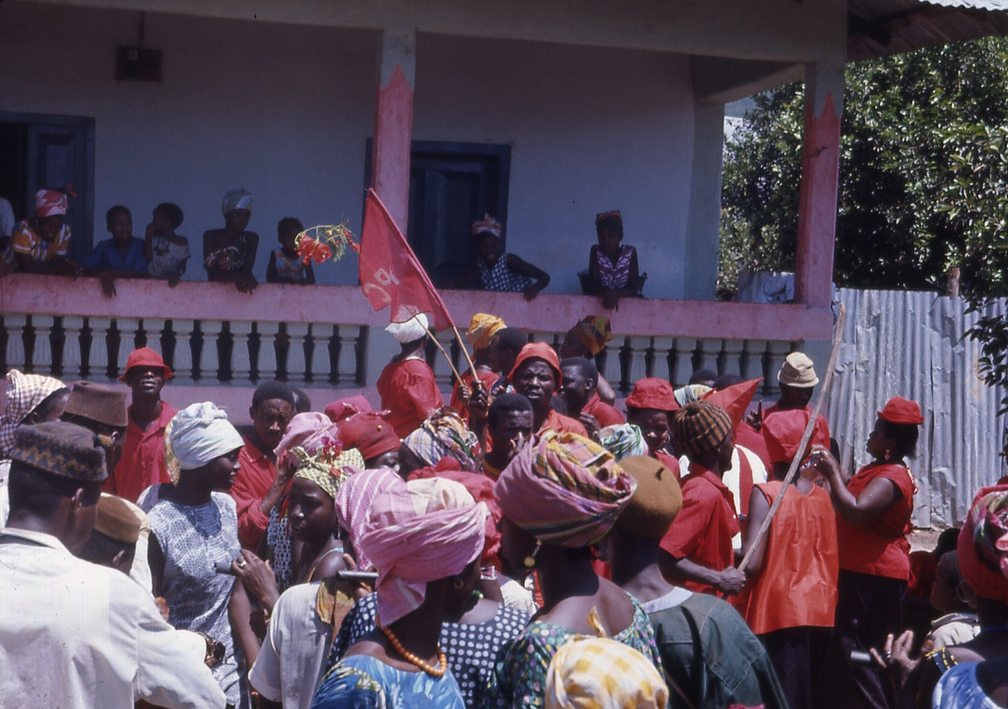
Демонстрация Всенародного конгресса в 1968 году (Кабала).

В результате подтасованного референдума 1978 года, партия стала единственной легальной политической партией в Сьерра-Леоне. Однопартийная система в стране продолжалась до 1991 года, когда в результате военного переворота президент Джозеф Сайду Момо был свергнут. В ходе последующей гражданской войны (1991—2002 годы) партия оказалась сильно ослаблена.
На выборах 2002 года партия получила 19,8 % голосов и 22 из 112 мест парламента. Кандидат в президенты от партии Эрнест Бай Корома получил 22,3 % голосов. В течение нескольких лет лидерство Коромы в партии было под вопросом. В апреле конфликт был разрешён в суде, оппоненты Коромы согласились принять его как руководителя перед выборами 2007 года Как партийный кандидат в президенты Корома во втором туре одержал победу над кандидатом от правящей Народной партии Соломоном Беревой. Одновременно, на парламентских выборах Всенародный конгресс получил большинство мест в парламенте.
Традиционно Всенародный конгресс поддерживается народами темне и лимба, живущими на севере Сьерра-Леоне.